# Equíon (pare de Penteu)
D'acord amb la mitologia grega, Equíon (grec antic Ἐχίων, home serp) va ser un dels cinc supervivents dels esparts de Tebes, nascuts de les dents del drac sembrades per Cadme durant la fundació de la ciutat. Es casà amb Agave, filla de Cadme, i fou pare de Penteu, que més tard va regnar a Tebes i va intentar oposar-se a la introducció del culte de Dionís.